# Кольтур
Кольтур (фар. Koltur) — один із островів Фарерського архіпелагу, розташований на захід від Стреймой та на північ від Хестур. Станом на 2013 рік на острові проживає одна людина. Поселення на острові було засноване пастухами овець в 1980-их роках, які з часом покинули острів.

## Орнітологія
На острові гніздяться деякі види морських птахів
- Качурка морська — 5000 пар
- Тупик атлантичний — 20000 пар
- Чистун арктичний — 50 пар

## Галерея

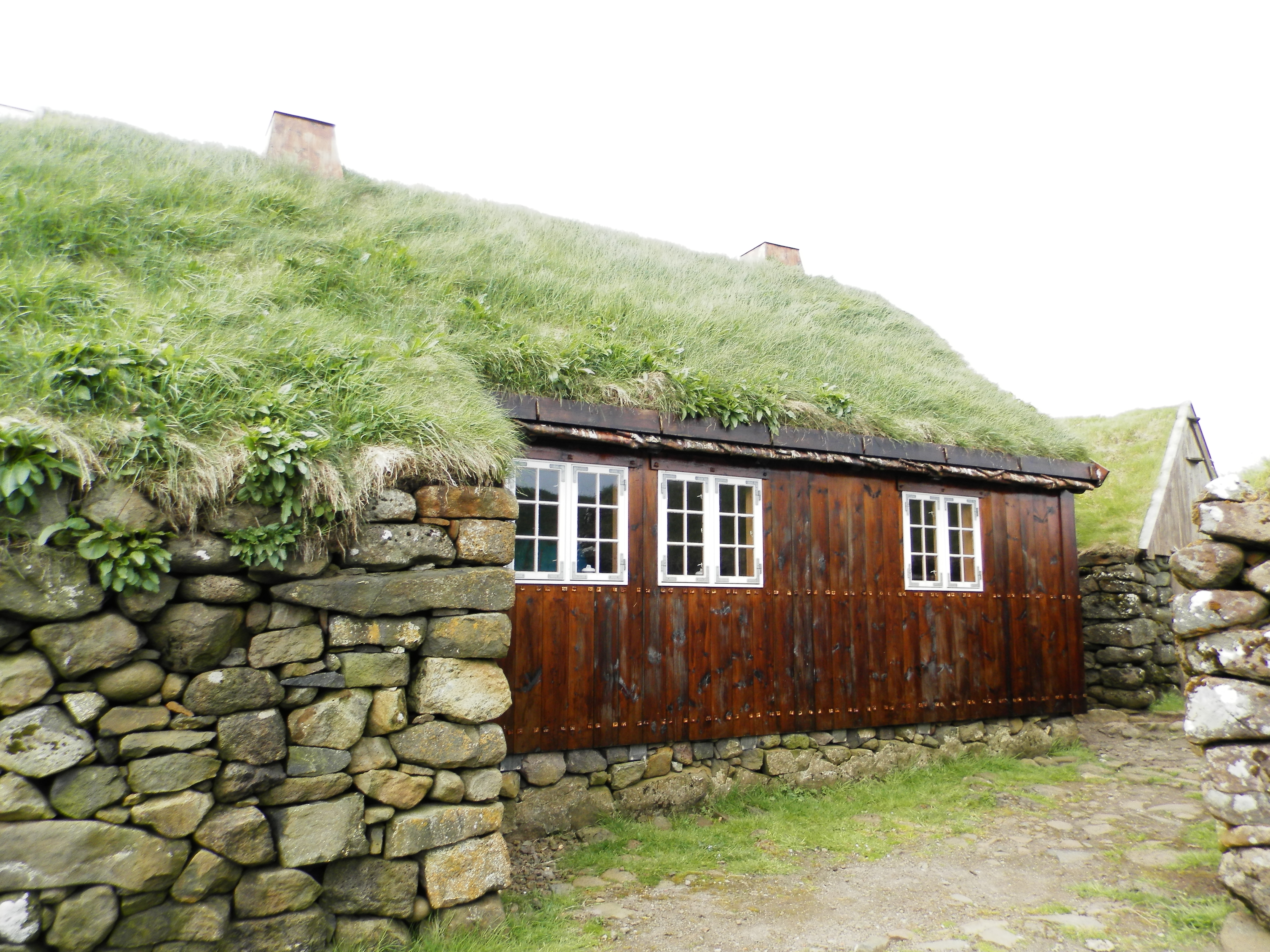
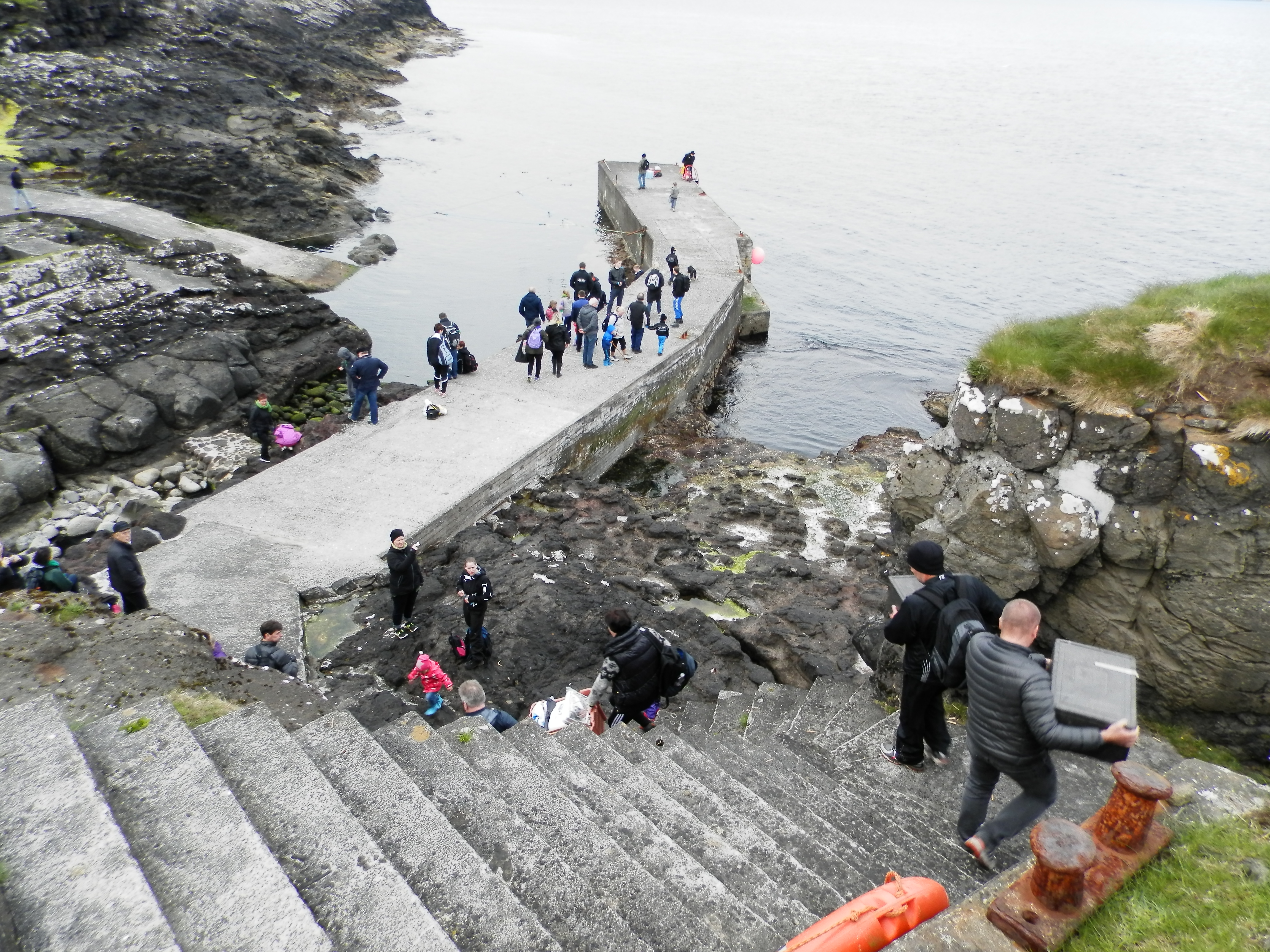
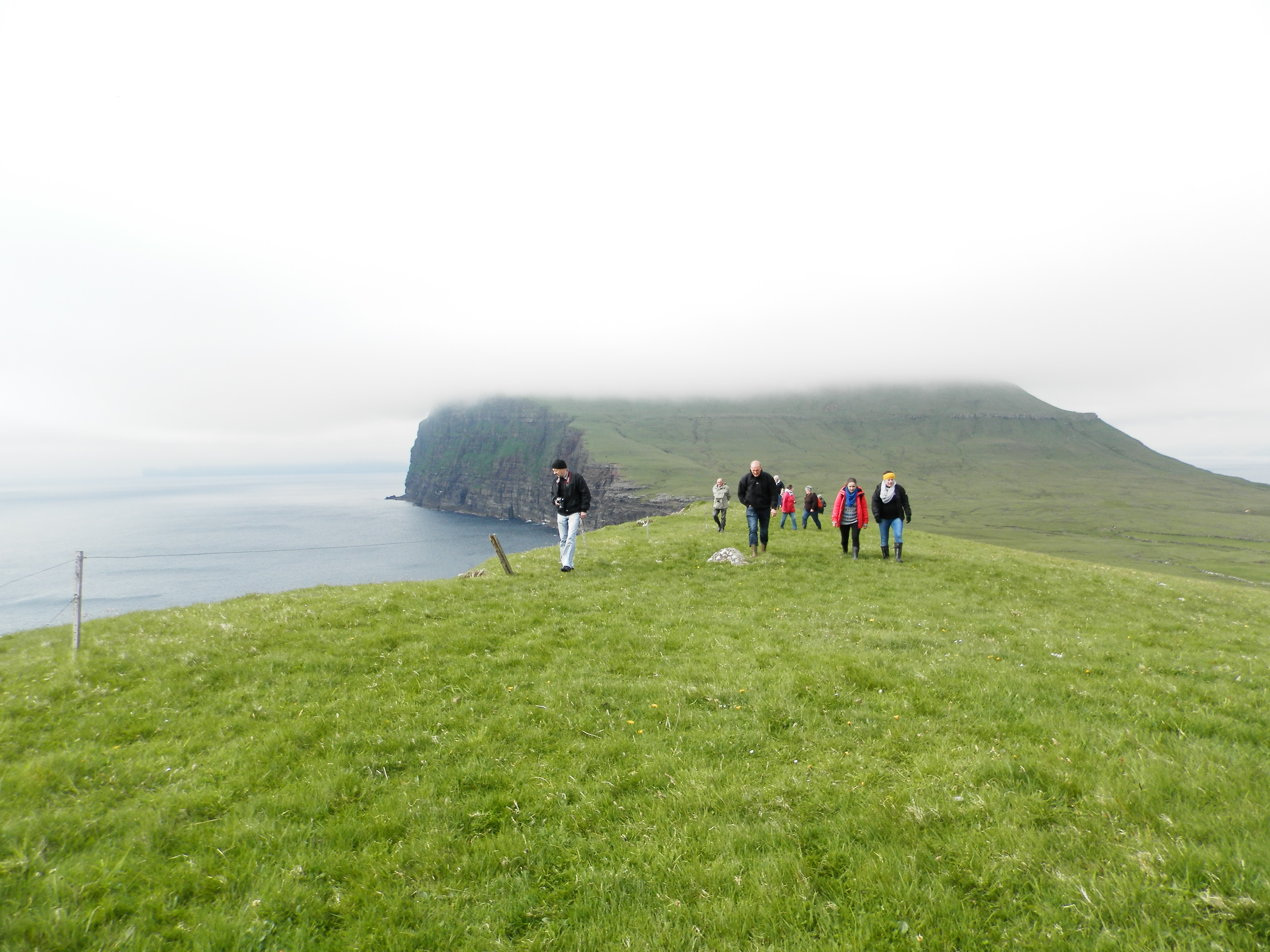
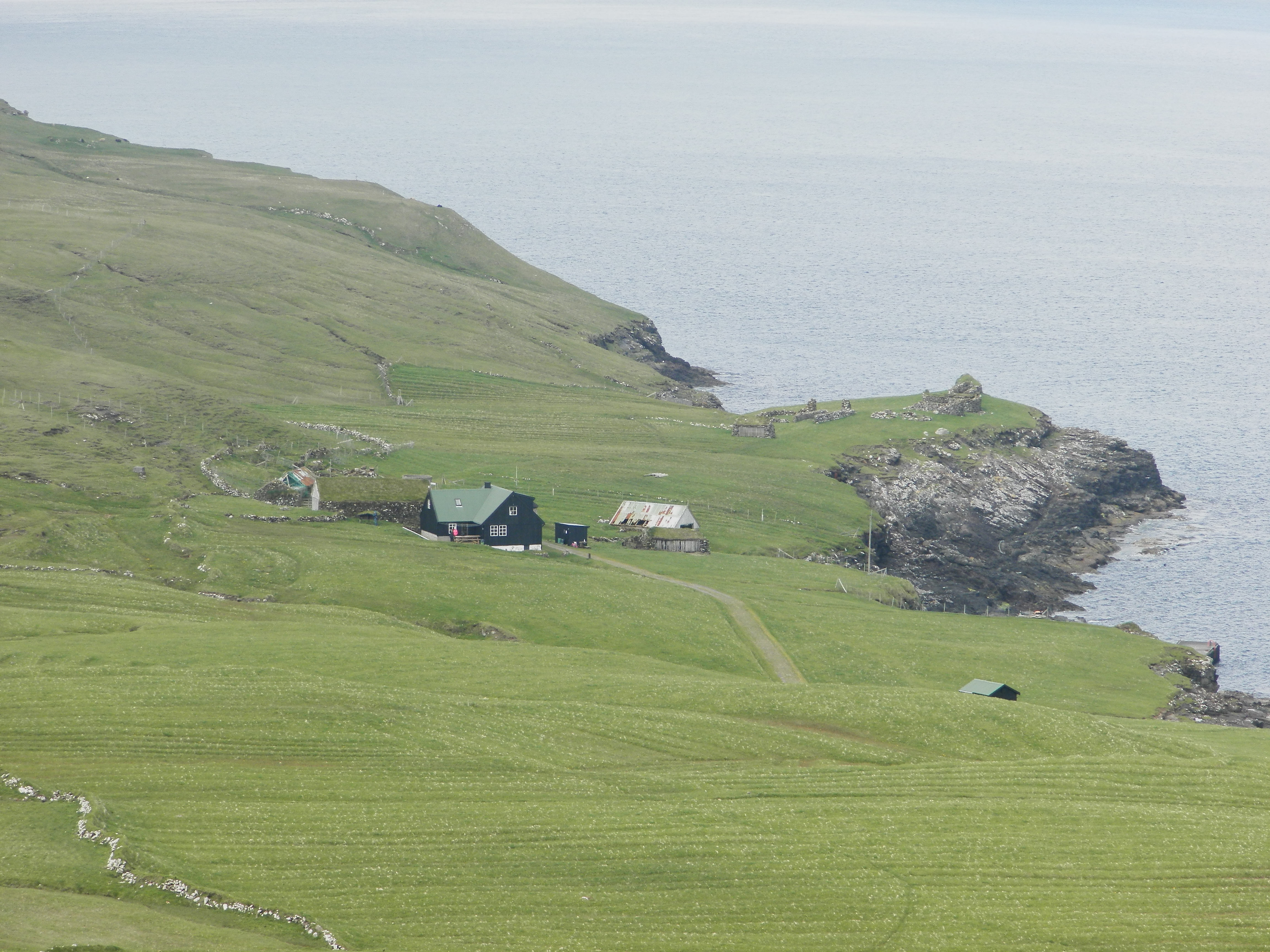
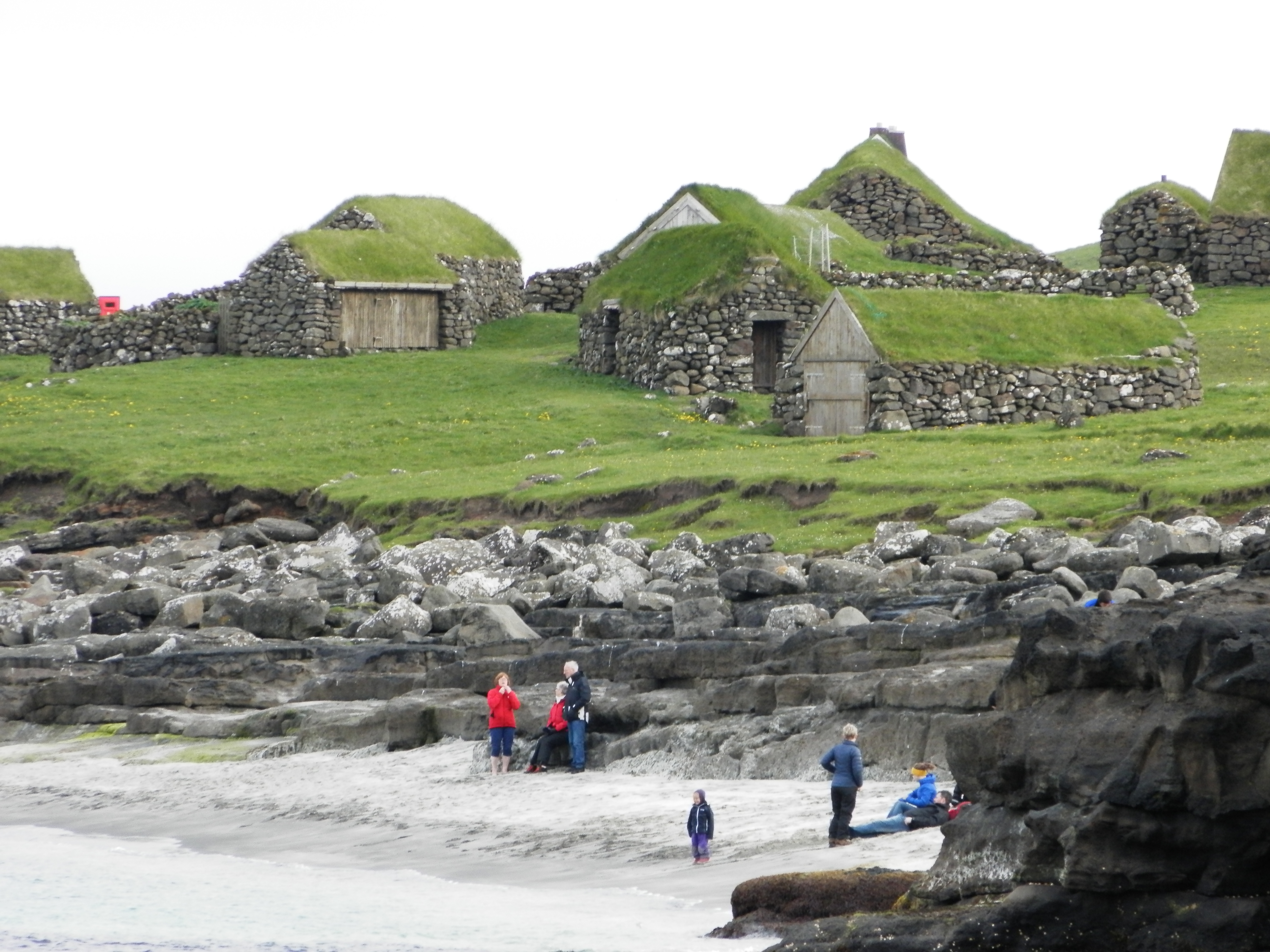
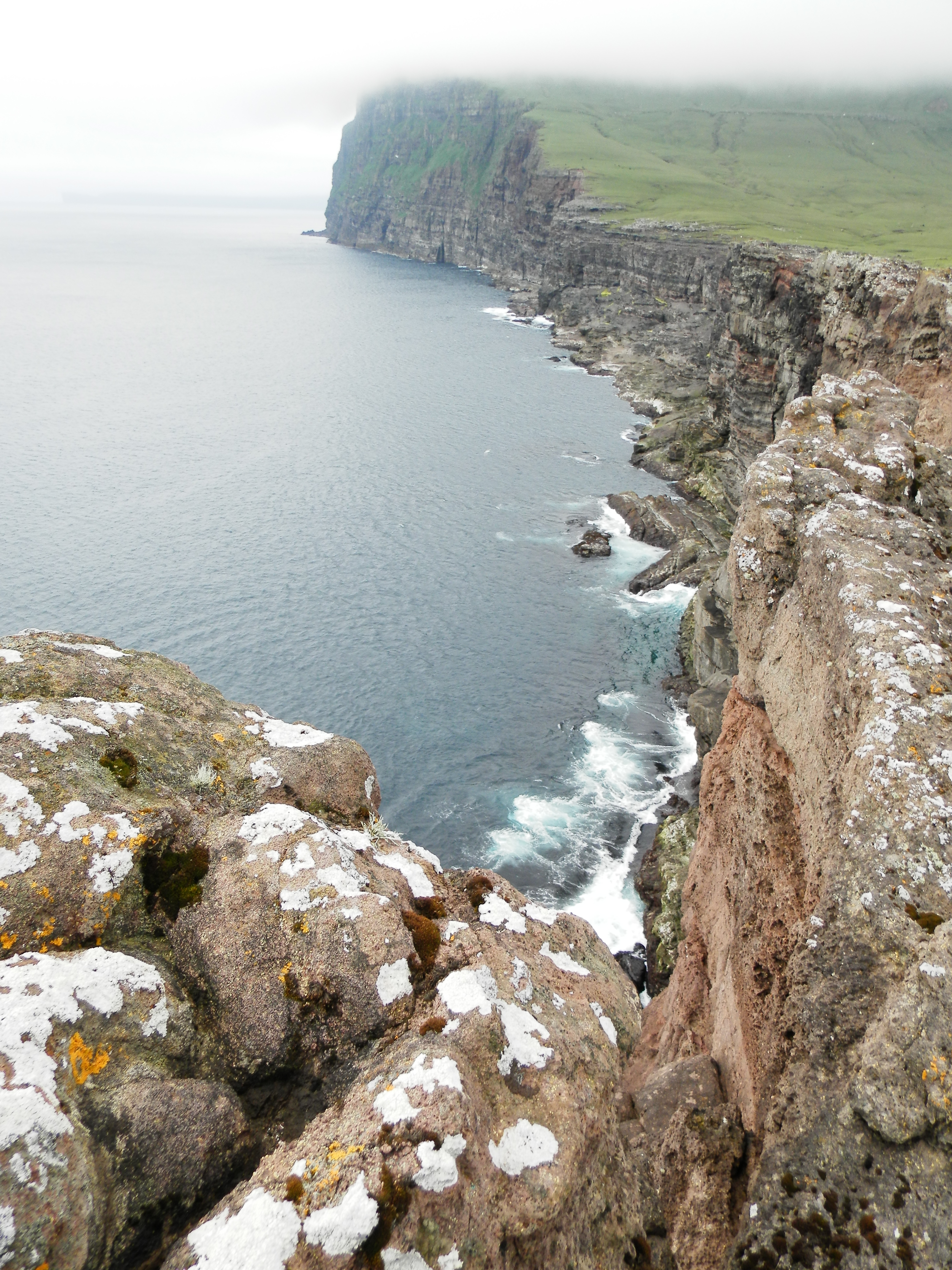
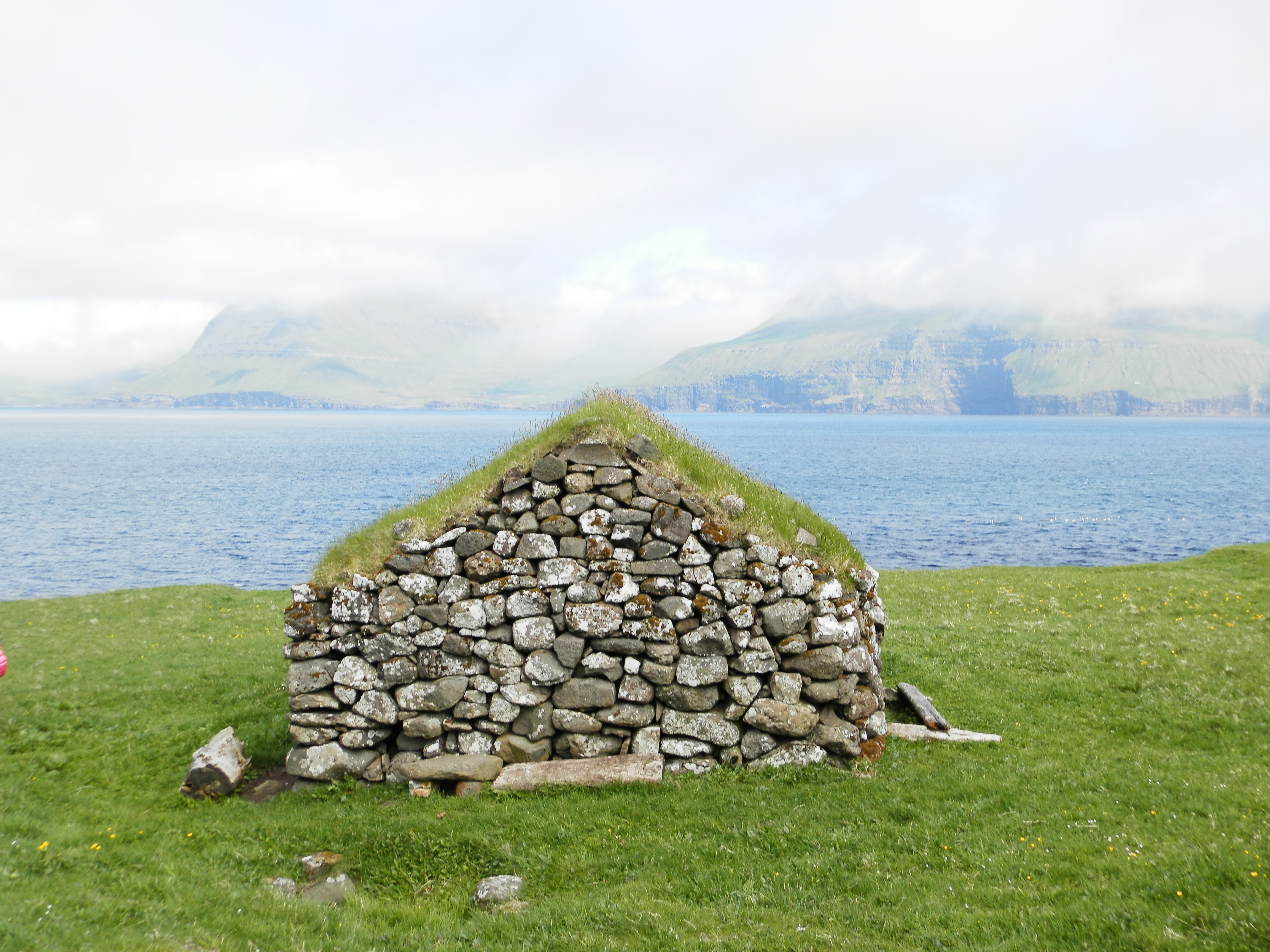